# Lutin grisâtre
Callophrys polios
Espèce
Le Lutin grisâtre (Callophrys polios) est une espèce nord-américaine de lépidoptères (papillons) de la famille des Lycaenidae et de la sous-famille des Theclinae.

## Noms vernaculaires
Le Lutin grisâtre se nomme Hoary Elfin en anglais. 

## Description
Le Lutin grisâtre est un papillon d'une envergure de 19 mm à 29 mm, sans queue, au dessus marron orangé,.
Le revers est marron orné d'une fine ligne gris givré postmédiane.

### Chenille
La chenille est vert clair ornée de lignes sur le dos et les flancs vert plus clair.

### Espèces proches
Le Lutin givré Callophrys irus et le Lutin des bleuets Callophrys henrici sont très semblables.

## Biologie

### Période de vol et hivernation
C'est la chrysalide qui hiverne.
Il vole en une génération d'avril à juin.

### Plantes hôtes
La plante hôte de sa chenille est Arctostaphylos uva-ursi. Elle pourrait aussi utiliser Epigaea repens.

## Distribution et biotopes
Le Lutin grisâtre est présent en Amérique du Nord, au Canada et le nord des États-Unis. Au Canada il est très présent au Manitoba, et présent dans le sud de la Nouvelle-Écosse, en Ontario, au Québec, dans les Territoires du Nord-Ouest jusqu'au Yukon et en Alaska. Dans le nord des États-Unis il est présent sous forme de plusieurs isolats : de la frontière canadienne du Nouveau-Brunswick au Delaware, autour des Grands Lacs du Michigan au Minnesota, dans les montagnes Rocheuses, jusqu'à Albuquerque au Nouveau-Mexique,.
Il réside principalement sur les dunes et les pentes rocheuses.

## Systématique
L'espèce Callophrys polios a été décrite par Cook et Watson en 1907, sous le nom initial d’Incisalia polios.
Elle est placée dans le sous-genre Incisalia, qui est parfois encore traité comme un genre distinct.
Elle est donc parfois appelée Callophrys (Incisalia) polios ou encore Incisalia polios.

## Liste des sous-espèces
Selon BioLib (3 février 2021) :
- Incisalia polios polios (Cook & Watson, 1907)
- Incisalia polios maritima (Emmel, Emmel & Mattoon, 1998)
- Incisalia polios obscurus (Ferris & Fisher, 1973)

## Protection
Pas de statut de protection particulier.